# Управління з безпеки та охорони праці у гірничій промисловості
Управління з безпеки та охорони праці у гірничій промисловості (англ. Mine Safety and Health Administration, MSHA) — входить до складу Міністерства праці (США), і — на підставі Федерального закону про безпеку та охорону праці у гірничій промисловості 1977 року (Federal Mine Safety and Health Act) — воно забезпечує контроль за виконанням вимог, обов'язкових для виконання стандартів по охороні праці і техніці безпеки, розроблених для запобігання нещасних випадків зі смертельним наслідком, зниження частоти і ступеня тяжкості нещасних випадків без смертельного результату, зменшення впливу на працівників шкідливих виробничих факторів, і для створення більш безпечних і здорових умов праці при видобутку корисних копалин. Управління виконує ці завдання, поставлені законом про безпеку та охорону праці у гірничій промисловості 1977 року, щодо всіх підприємств США, що займаються видобутком і збагаченням корисних копалин — незалежно від їх розміру, кількості співробітників або використовуваних технологій. Нині Управління очолює Джо Мейн (Joe Main), і в ньому працює близько тисячі осіб.

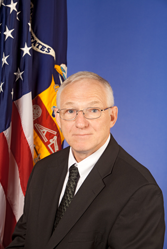
Джо Мейн, керівник Управління з безпеки та охорони праці у гірничій промисловості

Управління складається з декількох відділів. Відділ, що займається безпекою та охороною праці при видобутку вугілля, складається з 12 (територіальних) підрозділів, які охоплюють видобуток вугілля в різних регіонах США. Відділ, що займається безпекою та охороною праці при видобутку металів і неметалів, охоплює шість регіонів США.

## Історія

### Перші закони, що регулюють умови праці у гірничій промисловості
У 1981 році Конгрес прийняв перший федеральний закон, що регулює безпеку у гірничій промисловості. Закон 1981 року був досить обмеженим — він застосовувався лише на шахтах США, встановлював вимоги до вентиляції шахт, і забороняв використання праці дітей віком до 12 років.
У 1910р Конгрес заснував Гірниче бюро, яке входило до складу Міністерства внутрішніх справ (Department of the Interior). Гірниче бюро відповідало за проведення досліджень та за зменшення (кількості) нещасних випадків при видобутку вугілля, але до 1941р воно не мало права проводити перевірки. Також Гірське бюро сертифікувало респіратори, і розробило стандарт з вимогами до них, у якому вказувалися коефіцієнти захисту. В 1941р Конгрес санкціонував розробку першого кодексу федеральних законів, з вимогами до безпеки і охорони праці на шахтах. У 1947р Конгрес санкціонував розробку першого Кодексу федеральних правил безпеки при видобуванні корисних копалин.
Федеральний закон про безпеку і охорону праці на вугільних шахтах 1952 року (Federal Coal Mine Safety Act) передбачав проведення щорічних перевірок деяких шахт, і дав Гірничому бюро деякі повноваження для забезпечення виконання вимог, у тому числі — дав право оформляти повідомлення про порушення (violation notices) і приписи про негайне припинення робіт у небезпечній ситуації (imminent danger withdrawal orders).
Також Закон 1952р дав повноваження для оцінки розміру адміністративних штрафів стосовно роботодавця за невиконання приписів, або за відмову в наданні інспектору допуску на підприємство. Але ніяких положень про грошові штрафи за недотримання вимог безпеки не було. У 1966р Конгрес поширив дію Закону 1952р на всі вугільні шахти.
До 1966 року — коли був прийнятий федеральний Закон про безпеку при видобуванні металевих і неметалевих корисних копалин (Federal Metal and Nonmetallic Mine Safety Act of 1966) — в США не було ні одного закону, який безпосередньо регулює охорону праці на вугільних шахтах.
Закон 1966р передбачав розробку стандартів з безпеки і охорони праці, багато з яких були не обов'язковими для виконання, проведення перевірок і досліджень, але повноваження з примусу роботодавця до виконання вимог були мінімальні.

### Закон про безпеку і охорону праці при видобутку вугілля
Закон про безпеку і охорону праці на вугільних шахтах 1969 року Coal Mine Safety and Health Act of 1969 був більш детальним і містив більш суворі вимоги, ніж будь-який прийнятий раніше. Цей закон охоплював видобуток вугілля відкритим і підземним способами, вимагав проводити дві щорічні перевірки при видобутку відкритим способом і чотири - при підземному способі, сильно збільшив повноваження федеральних (органів) при виявленні порушень законодавства. Також закон вимагав штрафувати за всі порушення, і вводив кримінальну відповідальність за умисні порушення. Стандарти з безпеки для всіх вугільних шахт стали суворіше, і були прийняті санітарно-гігієнічні стандарти. Закон визначив конкретні методів розробки поліпшених стандартів з безпеки і охорони праці, і зобов'язав виплачувати компенсації тим шахтарям, які захворіли на пневмоконіоз і стали повністю і незворотно непрацездатні через вдихання дрібнодисперсного вугільного пилу.
1973 року Міністерство внутрішніх справ США створило в себе підрозділ Mining Enforcement and Safety Administration, який окремо від Гірничого бюро став органом виконавчої влади (через побоювання виникнення конфлікту інтересів між вимогами забезпечити безпеку при видобутку корисних копалин та обов'язками Гірничого бюро забезпечити видобуток корисних копалин. Ці функції (виконавчої влади) пізніше перейшли до MSHA — у 1978 році.

### Закон про безпеку і охорону праці у гірничій промисловості, та створення Управління
Пізніше Конгрес прийняв Закон про безпеку і охорону праці у гірничій промисловості 1977 року (Federal Mine Safety and Health Act), і цей закон зараз регулює роботу Управління (MSHA). Це Закон відрізнявся від Закону 1969 року по ряду важливих моментів, і він об'єднав всі федеральні вимоги щодо безпеки та охорони праці, що належать до видобутку корисних копалин — як вугілля, так і інших, і об'єднав їх в одну державну систему. Цей закон розширив і зміцнив права шахтарів, і посилив захист шахтарів від порушення їх прав. Після прийняття Закону кількість нещасних випадків зі смертельним наслідком різко скоротилося — з 272 до 1977 року до 38 — до 2013 року. У відповідності з цим законом було створено Управління, а повноваження по нагляду були передані Міністерству праці. Крім того, відповідно до Закону, була створена незалежна Federal Mine Safety and Health Review Commission, яка проводила незалежну перевірку більшості дій Управління, спрямованих на забезпечення виконання вимог.
У 2006р Конгрес прийняв новий закон (Mine Improvement and New Emergency Response Act / MINER Act). Він зобов'язував (роботодавця) розробити плани реагування на НС при підземному видобутку вугілля; додав нові вимоги, відносяться до командам рятувальників, і до герметизації занедбаних районів; вимоги про своєчасне сповіщення про аварії на шахтах; і дав більше можливості використовувати адміністративні штрафи.

## Сучасні правила
Виконання вимог безпеки та охорони праці при видобутку корисних копалин контролюється Управлінням, в якому на одного інспектора припадає 4 шахти. Інспектори ретельно перевіряють вугільні шахти не рідше чотирьох разів на рік. Шахтарі можуть повідомити про порушення, і вимагати проведення додаткової перевірки. ті шахтарі, які побоюються за безпеку виконання роботи, не можуть бути покарані і їм ніяк не можуть загрожувати втратою роботи.
Роботодавець повинен відразу сповіщати про наступних випадках:
1. Про смерть працівника в шахті,
2. Про нещасний випадок, який потенційно міг призвести до смерті,
3. Про зникнення (entrapment) шахтаря на термін більше 30 хвилин,
4. Про незапланований заповненні шахти рідиною або газом,
5. Про незапланований запаленні або вибуху газу або пилу,
6. Про незапланований пожежу, яку не вдалося загасити за 30 хвилин від моменту виявлення,
7. Про незапланований займання або вибуху вибухової речовини,
8. Про незапланований обваленні покрівлі на рівні або вище зони кріплення в місцях проведення робіт, або про незапланований обвалення покрівлі в місцях проведення робіт - так, що це заважає проходу і роботи вентиляції,
9. Про викид (outburst) вугілля або породи - так, що це призвело до евакуації шахтарів і порушило стабільну роботу шахти на годину або більше,
10. Про нестабільному стані відстійників, териконів, породних відвалів, яке вимагає прийняття невідкладних аварійних заходів для запобігання (аварійної ситуації), або яке змушує евакуювати людей, або ж про затоплення, про обвалення териконів або породних відвалів,
11. Про пошкодження підйомного обладнання в шахті або на схилі так, що це створює фізичну загрозу для співробітників, або ж не дозволяє використовувати підйомне обладнання більше 30 хвилин, і
12. Про випадки, які призводять до смерті або ушкодженню здоров'я людини, що не знаходиться в шахті у момент настання смерті чи погіршення здоров'я[16].

Крім того, Закон про безпеку і охорону праці уповноважив Національний інститут охорони праці (NIOSH) і частина Центрів стримування і профілактики захворювань (Міністерстві охорони здоров'я США) розробляти рекомендації, що дозволяють Управління створювати (обов'язкові для виконання) стандарти, що регулюють санітарно-гігієнічні вимоги до видобутку корисних копалин; проводити програми медичного обстеження шахтарів, включаючи флюорографію для виявлення пневмоконіозу у шахтарів, які видобувають вугілля; проводити дослідження в шахтах; і перевіряти і сертифікувати  (включаючи респіратори) і контрольно-вимірювальне обладнання, що забезпечує безпеку.
Проведений Управлінням статистичний аналіз показав, що за період з 1990 до 2004 рік частота нещасних випадків (віднесена до спільного числа працюючих або до кількості відпрацьованих годин) порівняно з трьома попередніми десятиліттями скоротилася більше ніж у півтора рази, а кількість нещасних випадків зі смертельним наслідком — на дві третини.
27 січня 2012 року відповідно до вимог закону Додда — Френка Комісія з цінних паперів і бірж США затвердила остаточний варіант правил, які вимагають від роботодавця (covered SEC-reporting issuers that «are operator(s)» (or that has a subsidiary that is an «operator») «вугільної або інший шахти) розкривати інформацію про деяких порушеннях вимог безпеки, приписи та відповідну інформацію для всіх вугільних та інших шахт. Також роботодавець повинен подати звіт за формою 8-До про отримані ним розпорядженнях та повідомленнях від Управління, що належать до його вугільної чи іншій шахті, яку він експлуатує.

## Додаткова інформація
- Низькочастотний довгохвильовий радіозв'язок через породу[en]